# アフィン幾何学

アフィン幾何学では、プレイフェアの公理を使用して、図のC 1を通りB1-B2に平行な線を見つけ、B2を通りB1-C1に平行な線を見つける。それらの交点C2は、平行移動の結果である。

アフィン幾何学（英: Affine geometry）は、アフィン空間の中で構成される幾何学のことで、擬似幾何学とも言う。 ユークリッド幾何学、射影幾何学などを導入する際に基礎となる幾何学である。

## 概要
ユークリッド幾何学から距離や角度の概念（計量）を取り去った残りがアフィン幾何学に相当する。
平行線の概念は、計量に依存しない主要な性質の1つであるため、アフィン幾何学はしばしば平行線の研究と見なされる。したがって、プレイフェアの公理はアフィン幾何学の基本である。アフィン幾何学の図の比較は、点の整列と線の平行性を維持するマッピング（写像）であるアフィン変換を使用して行われる。
総合幾何学では、アフィン空間は、いくつかの公理（プレイフェアの公理など）を満たす一連の線が関連付けられている一連の点である。
アフィン幾何学は、線形代数に基づいて見出すこともできる。この文脈では、アフィン空間は、"平行移動を元とみなしたベクトル空間を「任意の順序付き2点に対し、始めの点（以下、始点）が後の点（以下、終点）へ移る平行移動がただ一つだけ存在する」ように関連付けられた点たちからなる集合"としてあらわされる。
より具体的には、これは、順序付き2点から一意にベクトルを得る操作と、ひとつのベクトルと1点から"その点を、そのベクトルに拠る平行移動の始点（終点）としたときの終点（始点）"を得る操作が備わることを意味している。これらの操作は、いくつかの公理を満たすために必要となる（例えば、平行移動を続けざまに行う事と対応するベクトルの和をとる事が同値であること、など）。これらの操作に基づくと、任意の点を「原点」すなわち「共通の始点」として選択することにより、点はベクトルと一対一対応する（相異なるどの点も相異なるベクトルの定める一意な終点として得られる）が、原点の優先選択はない。したがって、アフィン空間は、原点（ゼロベクトル）を「忘れる」ことによって、関連するベクトル空間から得られた集合ともみなせる。
こういった、計量を忘れるというアイデアは、多様体論にて応用されている。→アフィン接続